# Töst!
Töst! är ett musikalbum av Harv, utgivet 2002 av Drone Music. De flesta låtarna kommer ifrån teaterföreställningar som Magnus Stinnerbom varit med och komponerat musik till. Bland annat "Peer Reel" och "Dåren" komponerades till en uppsättning av Peer Gynt (2001) på Rogaland teater i Stavanger och "Marianne Sinclaire", "Kavaljershalling" och "Tärningspolska" är ifrån en uppsättning av Gösta Berlings saga (2001) på Västanå teater i Sunne.

## Låtlista
Alla låtar är komponerade av Magnus Stinnerbom om inget annat anges.
1. "Töst" – 4:01
2. "Ånonschottis" (Trad. polka efter Tor Homleid från Drangedal) – 3:48
3. "Peer Reel" – 3:25
4. "Hålihövve" (Trad. reinländer efter Marius Nytröen) – 2:46
5. "Marianne Sinclaire" – 4:26
6. "Saivo" – 4:45
7. "Kavaljershalling" – 3:51
8. "Sviten" (Trad. skorsk efter Aage Hjellen / Skjerkholtrilen efter Sigurd Fjellstad) – 5:13
9. "Dåren" – 3:35
10. "Tärningspolska" – 2:52
11. "Kejsarn" – 6:21

Total tid: 43:03
Alla låtar är arrangerade av Harv.

## Medverkande
- Harv:
  - Daniel-Sandén Warg — hurvfiol, fiol, moraharpa
  - Magnus Stinnerbom — harvfiol, viola
  - Peter Ståhlgren — gitarr
  - Christian Svensson — slagverk
- Gäster:
  - Sebastian Dubé — kontrabas (2, 5, 8)
  - Ale Möller — skalmeja (9), munspel (10)
  - Lasse Englund — omnichord (6, 8, 11), e-bow (6, 11)